# Tasuj
Tasūj (farsi تسوج) è il capoluogo della circoscrizione omonima dello shahrestān di Shabestar, nell'Azarbaijan orientale. 